# 色度 (光学)

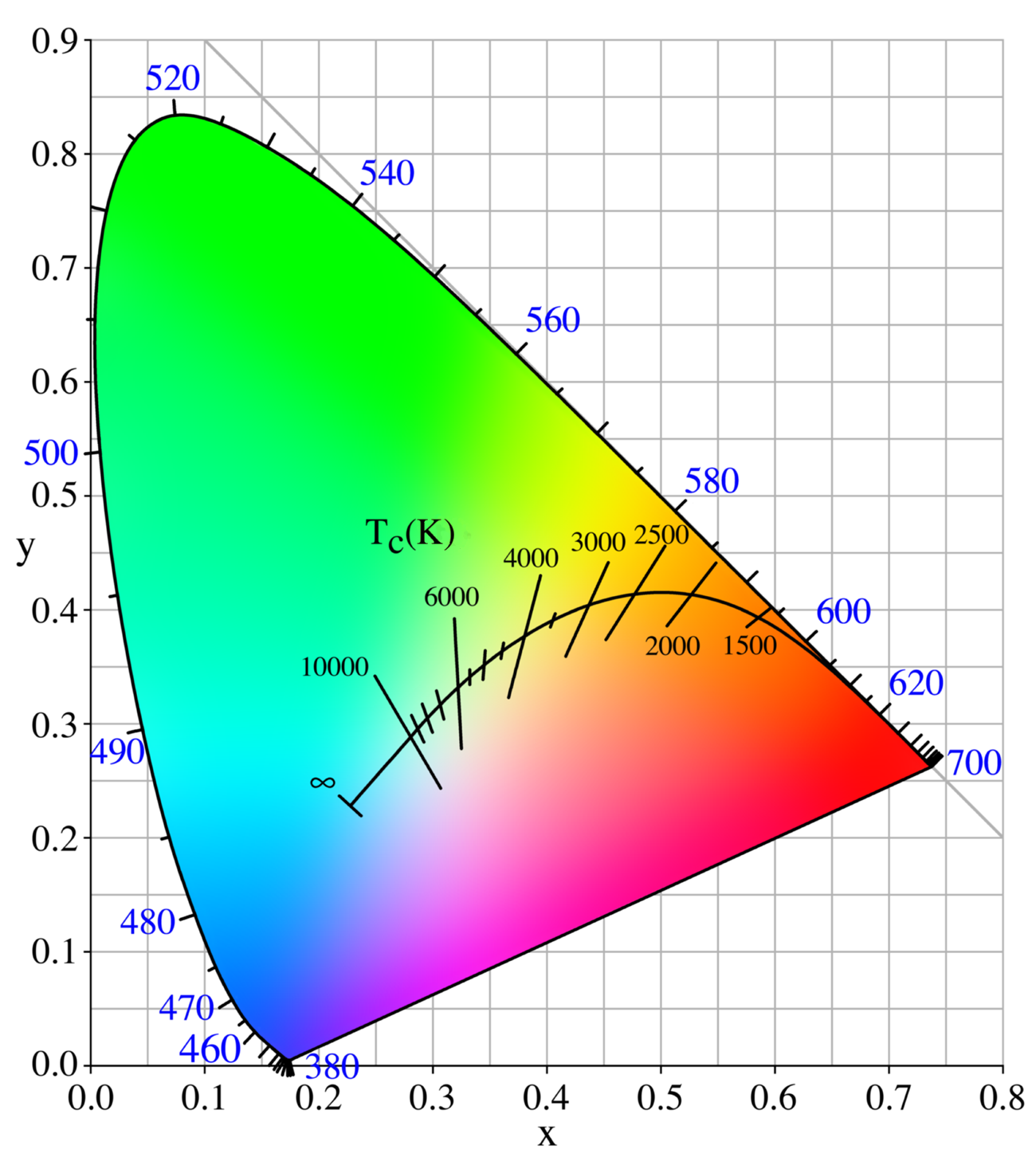
CIE 1931 色空間によるxy色度空間

色度（しきど）とは、色の特性を客観的に数値で表現した指標である。この指標は明度もしくは輝度によらないもので、 色相 (h) と 彩度 (s)の2つの独立変数によって表現される。

## 定量的説明
色彩科学では、白色点は色度を特徴づける上での基準となるもので、極座標を用いてすべての色度を表現することができる。この場合、色相は角度成分、彩度は距離成分で表される。
相対輝度と2つの色度成分で表される色空間もある。例えば、sRGBのディスプレイにおける白色点は色度が(x, y) = (0.3127, 0.3290)と表され、このxy座標はxyY色空間中で使用される。
xyY色空間はCIE XYZ色空間と色度座標x、y、zを組み合わせたもので、色度次元x、yと明度Yだけで表現されている。